# Monte de Anundo
O Monte de Anundo (em sueco:  Anundshög) é um monte funerário do século V-VIII localizado em Badelunda, a 5 km a leste da cidade de Västerås, na província da Västmanland, na Suécia.
É o maior monte funerário (gravhög) do país, com 14 m de altura e 60 m de diâmetro. Segundo a tradição, é a sepultura do rei lendário Anundo das Estradas (Bröt-Anund). Todavia não houve nenhuma investigação arqueológica até aos nossos dias, que confirmasse esta crença.
O local foi usado como campo funerário (gravfält) na Era das Migrações Nórdicas e na Era Viquingue.
Na base do monte foi detetado um ”fogão de pedra”, datado por carbono para 210-540, na Era das Migrações Nórdicas. 

A área do Monte de Anundo compreende 12 montes funerários, 1 pedra rúnica – a "Pedra de Anundo", 5 barcos funerários de pedra compostos por blocos de pedra, e 10 grupos de pedras. Um dos barcos funerários tem 53 m de comprimento e 16 m de largura. O local parece ter sido um centro de poder, que por qualquer razão decaiu com o tempo.
A Pedra de Anundo tem uma inscrição em caracteres rúnicos onde se pode ler Folkviðr ræisti stæina þasi alla at sun sinn Heðin, broður AnundaR (Folkvid mandou erguer todas estas pedras em memória do seu filho Heden, irmão de Anundo). A identidade deste Anundo permanece um mistério, havendo todavia a possibilidade de ser ele que esteja na origem do nome do monte.

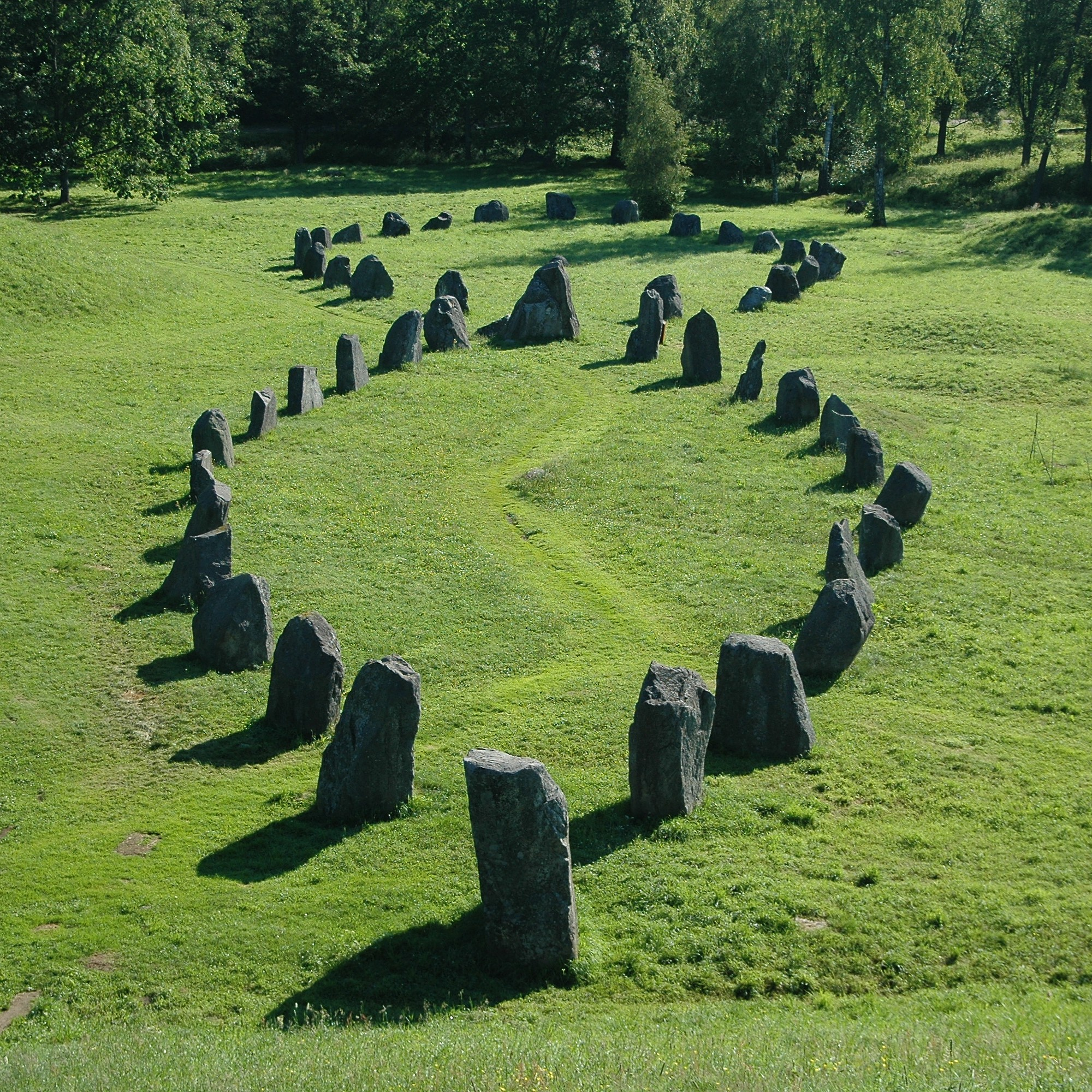
Barcos funerários.
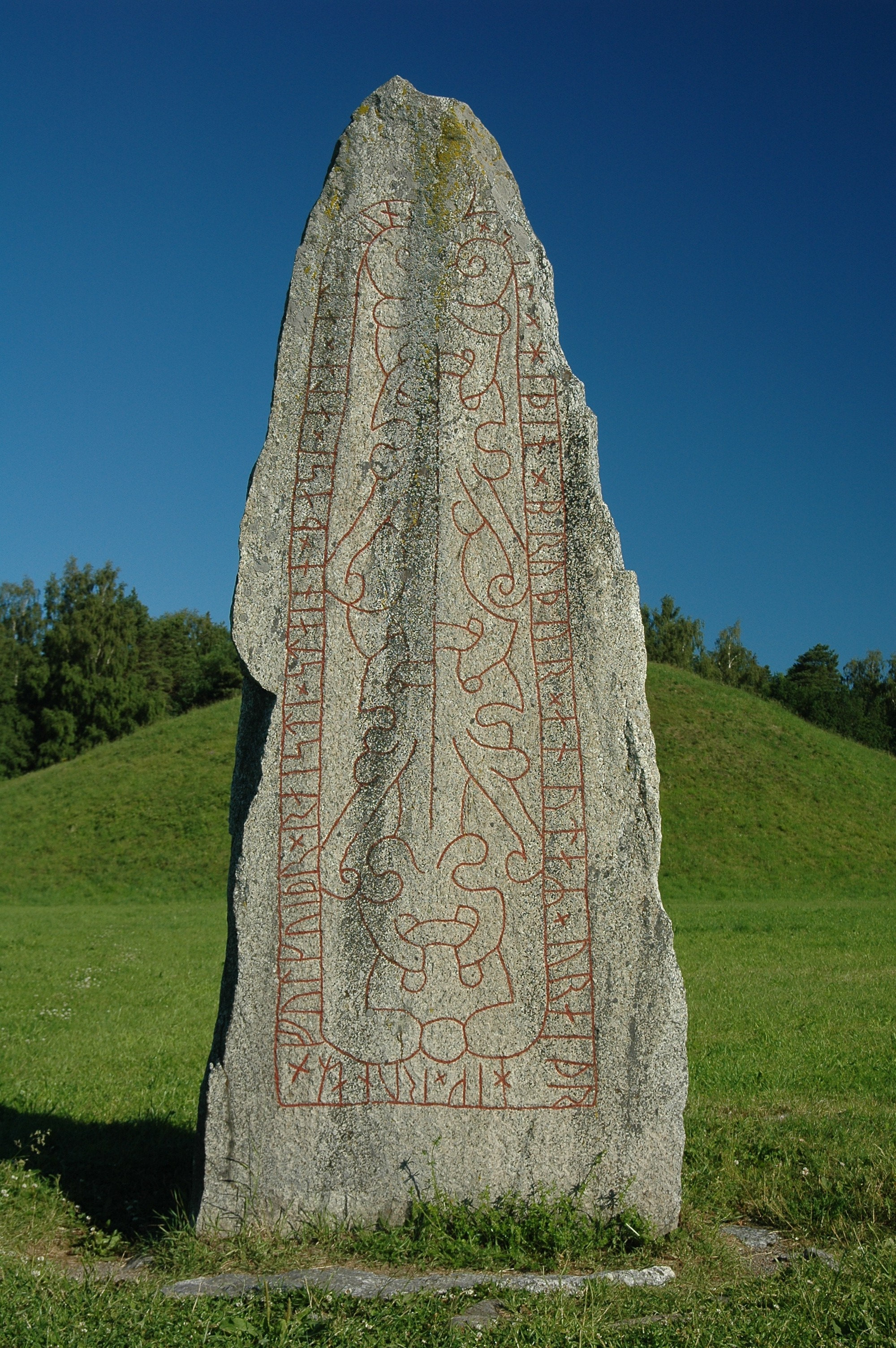
Pedra rúnica de Anundo.